# مركز شنغافيت الطبي

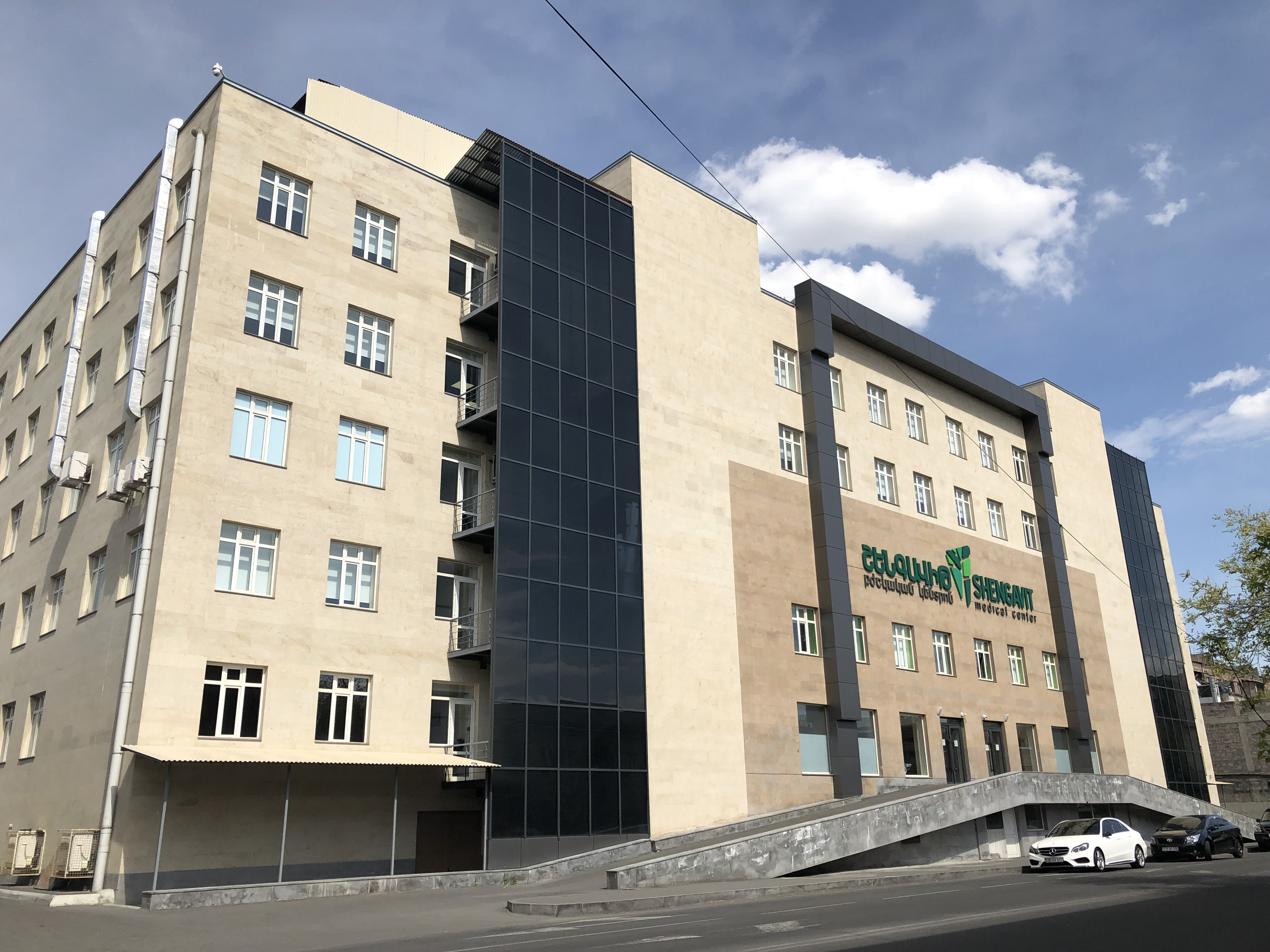
مركز شنغافيت الطبي

مركز شنغافيت الطبي (الأرمينية: Շենգավիթ բժշկական կենտրոն)، هو واحد من المرافق العلاجية والتشخيصية الخاصة متعددة التخصصات في يريفان (أرمينيا)، قاعدة التدريب بعد التخرج السريري لجامعة يريفان الطبية الحكومية والمعهد الوطني للصحة. يدير المركز الخدمات التالية: التوليد، أمراض النساء التنظيرية، جراحة الأورام، جراحة الأعصاب، الجراحة العامة والجراحة بالمنظار، الجراحة الدقيقة والبلاستيكية، جراحة الأوعية الدموية، طب العيون، الأنف والأذن والحنجرة، التخدير وطب الرعاية الحرجة، طب الأسنان، مركز التشخيص، المختبرات الطبية. المتاحة هي 65 سريرا. في المتوسط يوجد 7000 مريض في السنة.

## التاريخ
في عام 1938 تم إنشاء مستشفى الولادة السريرية رقم 3 في يريفان. وقد تم استغلال المبنى الحالي منذ عام 1964. وفي عام 2001 تم تحويل مستشفى الولادة إلى مركز شينجافيت الطبي بحصة تنتمي إلى بلدية يريفان. في عام 2002 أصبحت الحصة بالكامل ملكًا للموظفين وتمت إعادة تنظيمها لتصبح مؤسسة تشخيصية سريرية متعددة الاختصاصات.